# USS Ray (SS-271)
USS Ray (SS/SSR-271) là một tàu ngầm lớp Gato từng phục vụ cùng Hải quân Hoa Kỳ trong Chiến tranh Thế giới thứ hai. Nó là chiếc tàu chiến đầu tiên của Hải quân Hoa Kỳ được đặt cái tên này, theo tên loài cá đuối. Nó đã phục vụ trong suốt Thế chiến II, thực hiện tổng cộng tám chuyến tuần tra, đánh chìm 12 tàu Nhật Bản, bao gồm một tàu frigate, với tổng tải trọng 49.185 tấn. Được cho ngừng hoạt động sau khi xung đột chấm dứt vào năm 1947, nó được huy động trở lại để tiếp tục phục vụ trong giai đoạn Chiến tranh Lạnh từ năm 1952 đến năm 1958 và được xếp lại lớp như một tàu ngầm cột mốc radar SSR-271. Con tàu cuối cùng bị bán để tháo dỡ vào năm 1960. Ray được tặng thưởng danh hiệu Đơn vị Tuyên dương Hải quân cùng bảy Ngôi sao Chiến trận do thành tích phục vụ trong Thế Chiến II.

## Thiết kế và chế tạo
Lớp tàu ngầm Gato được thiết kế cho mục đích một tàu ngầm hạm đội nhằm có tốc độ trên mặt nước cao, tầm hoạt động xa và vũ khí mạnh để tháp tùng hạm đội chiến trận. Con tàu dài 311 ft 9 in (95,02 m) và có trọng lượng choán nước 1.525 tấn Anh (1.549 t) khi nổi và 2.424 tấn Anh (2.463 t) khi lặn. Chúng trang bị động cơ diesel dẫn động máy phát điện để cung cấp điện năng cho bốn động cơ điện, đạt được công suất 5.400 shp (4.000 kW) khi nổi và 2.740 shp (2.040 kW) khi lặn, cho phép đạt tốc độ tối đa 21 hải lý trên giờ (39 km/h) và 9 hải lý trên giờ (17 km/h) tương ứng. Tầm xa hoạt động là 11.000 hải lý (20.000 km) khi đi trên mặt nước ở tốc độ 10 hải lý trên giờ (19 km/h) và có thể hoạt động kéo dài đến 75 ngày và lặn được sâu tối đa 300 ft (90 m).
Lớp tàu ngầm Gato được trang bị mười ống phóng ngư lôi 21 in (530 mm), gồm sáu ống trước mũi và bốn ống phía phía đuôi tàu, chúng mang theo tối đa 24 quả ngư lôi. Vũ khí trên boong tàu gồm một hải pháo 3 inch/50 caliber, và thường được tăng cường một khẩu pháo phòng không Bofors 40 mm nòng đơn và một khẩu đội Oerlikon 20 mm nòng đôi, kèm theo súng máy .50 caliber và .30 caliber. Tiện nghi cho thủy thủ đoàn bao gồm điều hòa không khí, thực phẩm trữ lạnh, máy lọc nước, máy giặt và giường ngủ cho hầu hết mọi người, giúp họ chịu đựng cái nóng nhiệt đới tại Thái Bình Dương cùng những chuyến tuần tra kéo dài đến hai tháng rưỡi.
Ray được đặt lườn tại xưởng tàu của hãng Manitowoc Shipbuilding Company ở Manitowoc, Wisconsin vào ngày 20 tháng 7, 1942. Nó được hạ thủy vào ngày 28 tháng 2, 1943, được đỡ đầu bởi bà S. C. Loomis, và được cho nhập biên chế cùng Hải quân Hoa Kỳ vào ngày 27 tháng 7, 1943 dưới quyền chỉ huy của Hạm trưởng, Trung tá Hải quân Brooks Jared Harral.

## Lịch sử hoạt động

### 1943
Sau khi hoàn tất việc chạy thử máy của xưởng tàu tại hồ Michigan cho đến ngày 15 tháng 8, 1943, Ray được chất lên một sà lan để được kéo dọc theo sông Mississippi từ Manitowoc đến New Orleans, Louisiana, và tiếp tục đi đến vùng kênh đào Panama vào ngày 31 tháng 8 để tiếp nối hoạt động chạy thử máy huấn luyện. Chiếc tàu ngầm chuẩn bị để được điều động sang khu vực Mặt trận Thái Bình Dương; nó lên đường vào ngày 5 tháng 10, và đi đến Brisbane, Australia vào ngày 30 tháng 10.

#### Chuyến tuần tra thứ nhất
Ray khởi hành từ vịnh Milne, New Guinea vào ngày 13 tháng 11 cho chuyến tuần tra đầu tiên tại phía Bắc quần đảo Bismarck. Nó phát hiện qua radar một đoàn ba tàu vận tải được ba tàu tuần tra bảo vệ, đang di chuyển dọc theo tuyến hàng hải giữa New Hanover và Truk. Lượt tấn công tung ra lúc bình minh ngày 26 tháng 11 đã đánh trúng ba quả ngư lôi vào một chiếc tàu buôn, và sau khi lặn xuống để né tránh phản công từ các tàu hộ tống, nó tiếp tục theo dõi đoàn tàu, rồi phóng một loạt ngư lôi đánh chìm được chiếc pháo hạm cải biến Nikkai Maru (2.562 tấn). Chiếc tàu ngầm còn tung ra hai lượt tấn công vào một đoàn tàu vận tải khác nhưng không có kết quả trước khi kết thúc chuyến tuần tra.

#### Chuyến tuần tra thứ hai
Trong chuyến tuần tra thứ hai từ ngày 11 tháng 12, 1943 đến ngày 12 tháng 1, 1944 tại khu vực Celebes-Ambon-Timor, Ray phát hiện một tàu không được hộ tống đang rời eo biển Tioro lúc nữa đêm ngày 26 tháng 12. Loạt ngư lôi nó phóng ra đã đánh chìm được tàu chở dầu Kyoko Maru (5.792 tấn). Đến ngày 1 tháng 1, 1944, nó lại tấn công hai tàu buôn được hộ tống ngoài khơi lối ra vào vịnh Ambon, đánh chìm được chiếc pháo hạm cải biến Okuyo Maru (2.904 tấn) với ba quả ngư lôi trúng đích. Một tàu chở hàng đã tìm cách húc vào chiếc tàu ngầm, và lực lượng hộ tống đã phản công quyết liệt bằng bom và mìn sâu buộc nó phải lặn sâu để ẩn nấp. Ba ngày sau đó, nó lại tấn công hai tàu buôn được một  tàu phóng lôi lớp Chidori hộ tống nhưng không có kết quả; nên kết thúc chuyến tuần tra và quay trở về Fremantle, Australia.

### 1944

#### Chuyến tuần tra thứ ba
Trong chuyến tuần tra thứ ba từ ngày 6 tháng 2 đến ngày 27 tháng 3 trong biển Đông và biển Java, Ray làm nhiệm vụ rải thủy lôi tại lối ra vào Sài Gòn, Đông Dương thuộc Pháp vào ngày 22 tháng 2. Đến chiều tối ngày 2 tháng 3, nó phát hiện một đoàn chín tàu buôn, và đến sáng sớm ngày hôm sau đã phóng một loạt bốn quả ngư lôi, gây hư hại cho một tàu chở dầu. Tuy nhiên tàu ngầm chị em Bluefish (SS-222) đã di chuyển cắt ngang hướng tấn công của Ray khiến nó không thể kết liễu mục tiêu. Sang ngày 18 tháng 3, nó đụng độ với hai tàu phóng lôi lớp Chidori cùng một tàu tuần tra; nó phóng một loạt sáu quả ngư lôi để tấn công trước khi lặn sâu để né tránh mìn sâu của đối phương phản công. Chiếc tàu ngầm kết thúc chuyến tuần tra tại căn cứ Fremantle.

#### Chuyến tuần tra thứ tư
Khởi hành từ Fremantle vào ngày 23 tháng 4 cho chuyến tuần tra thứ tư tại khu vực vịnh Davao-eo biển Molucca, vào xế trưa ngày 21 tháng 5, nó phát hiện một đoàn chín tàu buôn được các hạm tàu nổi và thủy phi cơ hộ tống bảo vệ. Nó nổi lên mặt nước vào ban đêm để truy đuổi rồi tấn công vào sáng sớm ngày hôm sau với một loạt sáu quả ngư lôi, đánh chìm được tàu chở hành khách Tenpei Maru (6.094 tấn) và gây hư hại cho một tàu chở hàng. Một loạt ngư lôi phóng từ ống phóng đuôi của Ray tiếp tục đánh trúng một tàu chở dầu, và có thể trúng một tàu rải mìn. Chiếc tàu ngầm thoát khỏi sự truy đuổi của đối phương bằng cách di chuyển hết tốc độ trên mặt biển. Sang ngày hôm sau, trong hoàn cảnh thời tiết không thuận lợi, nó tiếp tục tấn công và gây hư hại cho hai mục tiêu khác phát hiện qua radar, nhưng phải lặn sâu để né tránh máy bay tuần tra đối phương nên không thể xác nhận kết quả. Con tàu quay trở về Fremantle vào ngày 14 tháng 6.

#### Chuyến tuần tra thứ năm
Trong chuyến tuần tra thứ năm từ ngày 9 tháng 7 đến ngày 31 tháng 8 tại biển Đông và ngoài khơi Philippines, vào ngày 18 tháng 7, Ray đã sử dụng đến 22 quả ngư lôi trong sáu lượt tấn công khác nhau để đánh chìm Janbi Maru (5.244 tấn); chiếc tàu chở dầu thậm chí còn dùng hải pháo trên boong để chống trả lại chiếc tàu ngầm. Ray phải quay trở về Fremantle để tiếp thêm ngư lôi trước khi tiếp tục chuyến tuần tra vào ngày 28 tháng 7. Đến ngày 14 tháng 8, tại lối ra vào eo biển Makassar, nó đánh chặn một đoàn ba tàu buôn và đánh chìm chiếc tàu chở hàng Kōshū Maru (2.612 tấn). Chín ngày sau đó, nó gây hư hại cho một tàu vận tải và đánh chìm tàu chở hàng Zuisho Maru (5.289 tấn). Tại phía Bắc eo biển Balabac, Philippines vào ngày 18 tháng 8, chiếc tàu ngầm bắt gặp một đoàn tàu vận tải lớn được tàu hộ tống và máy bay tuần tra bảo vệ; nó phóng sáu quả ngư lôi vào một tàu chở dầu, rồi lặn xuống để né tránh đợt phàn công bằng mìn sâu kéo dài trong gần ba giờ. Nó ghi nhận một vụ nổ lớn khi đánh chìm tàu chở dầu Nansei Maru (5.878 tấn), và khi trồi lên mặt nước vào buổi tối, nó tiếp tục truy đuổi đoàn tàu cho đến tận vịnh Palawan.
Hoạt động của máy bay tuần tra đối phương đã ngăn trở Ray tấn công vào ban ngày, nhưng một đội tấn công phối hợp "Bầy sói" vốn bao gồm các tàu ngầm chị em Harder (SS-257) và Haddo (SS-255) đã phục kích sẵn ở lối ra. Ray đã phóng toàn bộ bốn quả ngư lôi còn lại của nó vào một tàu chở hành khách; ba quả bị trượt nhưng quả thứ tư đã trúng đích và đánh chìm được chiếc Taketoyo Maru (6.965 tấn). Đối phương tích cực phản công bằng mìn sâu, nhưng chỉ gây hư hại nhẹ cho chiếc tàu ngầm, và Ray về đến Fremantle vào ngày 31 tháng 8.

#### Chuyến tuần tra thứ sáu
Ray quay trở lại khu vực biển Đông quen thuộc trong chuyến tuần tra thứ sáu từ ngày 23 tháng 9 đến ngày 8 tháng 12. Trong các ngày 6 và 7 tháng 10, nó đã hai lượt tấn công và gây hư hại cho một tàu chở dầu. Năm ngày sau đó, nó đánh chìm tàu chở hàng Toko Maru (4.180 tấn) với hai quả ngư lôi trúng đích, rồi lặn sâu để né tránh phản công bằng mìn sâu. Đến ngày 14 tháng 10, đang khi lặn khẩn cấp để né tránh máy bay tuần tra đối phương, tháp chỉ huy bị ngập nước do nắp cửa hầm gặp sự cố, nhưng con tàu lấy lại kiểm soát sau khi chìm đến độ sâu 85 ft (26 m). Tuy nhiên hư hại này buộc con tàu phải quay trở về Mios Woendi thuộc quần đảo Schouten để sửa chữa vào cuối tháng 10.
Xế trưa ngày 1 tháng 11, Ray tiếp cận một đoàn tàu năm chiếc, đánh chìm tàu buôn Horai Maru số 7 (865 tấn), và gây hư hại cho một tàu chở dầu nhỏ. Sau khi thoát khỏi sự truy đuổi của tàu đối phương, nó cho đổ bộ nhân sự và tiếp liệu lên bờ biển phía Tây của đảo Mindoro, Philippines, và đón lên tàu hai phi công bị bắn rơi, hai tù binh Đồng Minh đào thoát khỏi Corregidor, cùng một tù nhân chính trị người Philippines được giải cứu. Trong đêm 4 tháng 11, nó phát hiện một tàu chở hàng vốn bị tàu ngầm chị em Bream (SS-243) đánh hỏng trước đó; nó phóng bồi thêm hai quả ngư lôi vào mục tiêu, làm nổ tung phần mũi của chiếc Kagu Maru.
Hai ngày sau đó, Ray bắt gặp một đoàn tàu bao gồm hai tàu tuần dương hạng nặng và nhiều tàu vận tải được các hạm tàu nổi và máy bay tuần tra bảo vệ. Nó đã phóng sáu quả ngư lôi từ ống phóng đuôi nhằm vào tàu tuần dương Kumano vốn đã bị hư hại trước đó bởi cuộc tấn công của tàu ngầm chị em USS Raton. Một quả ngư lôi đã đánh trúng hầm đạn phía trước của Kumano, phá hủy phần mũi tàu. Ngay sau đó nó buộc phải lặn xuống ngay bên dưới Kumano để né tránh bom và mìn sâu, và bị mắc cạn tại một dãi đá ngầm nông, khiến hư hỏng thiết bị sonar và ngập nước phòng ngư lôi phía trước. Khi trồi lên độ sâu kính tiềm vọng, nó phát hiện Kumano đang được một tàu vận tải kéo đi; nhưng hư hại của bản thân và đối phương tiếp tục truy lùng khiến nó không thể tiếp tục đuổi theo tàu tuần dương đối phương.
Đến đêm 14 tháng 11, Ray tấn công một đoàn tàu ba chiếc, và đánh chìm được Tàu Phòng vệ Duyên hải số 7 (khoảng 800 tấn) khi đánh trúng trực tiếp hầm đạn chiếc tàu frigate. Hai ngày sau đó, nó phóng hai ngư lôi nhắm vào một tàu vận tải bị mắc cạn nhưng không có kết quả do gặp những bãi thủy lôi và vùng nước nông. Đến ngày 19 tháng 11, chiếc tàu ngầm giải cứu một phi công từ tàu sân bay hạng nhẹ Cowpens (CVL-25) bị bắn rơi. Chuyến tuần tra kết thúc khi con tàu quay trở về Trân Châu Cảng vào ngày 8 tháng 12. Nó tiếp tục hướng sang vùng bờ Tây để được đại tu, đi đến Xưởng hải quân Mare Island vào ngày 16 tháng 12.

### 1945
Sau khi công việc trong xưởng tàu hoàn tất, Ray khởi hành từ San Francisco, California vào ngày 26 tháng 3, 1945 để hướng sang khu vực quần đảo Hawaii, rồi tiếp tục đi sang phía Tây, đến Apra Harbor, Guam vào ngày 29 tháng 4.

#### Chuyến tuần tra thứ bảy
Khởi hành từ Guam cho chuyến tuần tra thứ bảy từ ngày 30 tháng 4 đến ngày 16 tháng 6, Ray làm nhiệm vụ tìm kiếm và giải cứu phục vụ cho chiến dịch ném bom xuống các đảo chính quốc Nhật Bản. Vào ngày 7 tháng 5, nó giải cứu mười thành viên đội bay một máy bay ném bom B-29 Superfortress ngoài khơi Kyūshū. Đến đêm 15-16 tháng 5, nó tiếp tục cứu vớt mười thành viên đội bay một thủy phi cơ PBM Mariner gặp nạn do thời tiết xấu. Nó chuyển những người được cứu vớt sang các tàu ngầm Lionfish (SS-298) và Pompon (SS-267) để tiếp tục chuyến tuần tra. Sang ngày 19 tháng 5, nó đánh chặn ba tàu buôn nhỏ, nhưng những quả ngư lôi chạy bên dưới mục tiêu, và chúng lại là những tàu tuần tra ngụy trang để đánh lừa các tàu ngầm. Khi các đối thủ thả mìn sâu tấn công, chiếc tàu ngầm trồi lên mặt nước để bắn trả bằng hải pháo đồng thời rút lui hết tốc độ. Chuyến tuần tra kết thúc tại Midway vào ngày 16 tháng 6.

#### Chuyến tuần tra thứ tám
Trong chuyến tuần tra thứ tám, cũng là chuyến cuối cùng, từ ngày 11 tháng 7 đến ngày 13 tháng 8 tại vịnh Thái Lan, vào chiều tối ngày 7 tháng 8, Ray đã đánh chìm 16 tàu nhỏ bằng hải pháo, và đến đêm hôm đó tiếp tục đốt cháy hai thuyền buồm. Chiếc tàu ngầm quay trở về vịnh Subic, Philippines để bổ sung vũ khí vào ngày 13 tháng 8, và chuyến tuần tra kết thúc tại đây khi Nhật Bản chấp nhận đầu hàng vào ngày 15 tháng 8, giúp chấm dứt vĩnh viễn cuộc xung đột.
Rời vịnh Subic vào ngày 14 tháng 9, Ray quay trở về vùng bờ Đông Hoa Kỳ ngang qua Saipan, Trân Châu Cảng và kênh đào Panama, đi đến Căn cứ Tàu ngầm Hải quân New London tại New London, Connecticut vào ngày 5 tháng 10. Nó tham gia hoạt động huấn luyện tại New London cho đến khi được cho xuất biên chế vào ngày 12 tháng 2, 1947, và được đưa về Hạm đội Dự bị Đại Tây Dương.

### 1952 - 1958

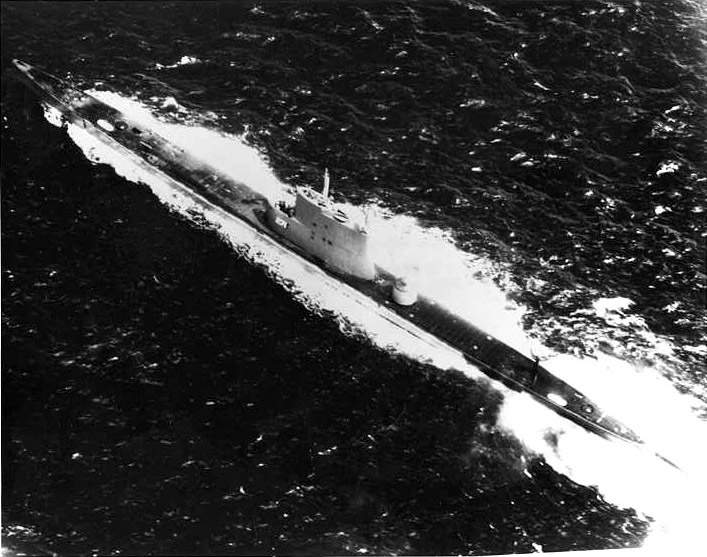
USS Ray (SSR-271) như một tàu ngầm cột mốc radar.

Vào tháng 12, 1950, Ray được kéo đến Xưởng hải quân Philadelphia tại Philadelphia, Pennsylvania để được cải biến thành một tàu ngầm cột mốc radar; con tàu được xếp lại lớp với ký hiệu lườn mới SSR-271 vào ngày 3 tháng 1, 1951, rồi tái biên chế trở lại vào ngày 13 tháng 8, 1952 dưới quyền chỉ huy của Hạm trưởng, Thiếu tá Hải quân A. C. Burley. Nó rời Philadelphia vào ngày 27 tháng 3, 1953 và tham gia các hoạt động huấn luyện của hạm đội dọc theo bờ biển Đại Tây Dương và tại vùng biển Caribe.
Từ ngày 1 tháng 3 đến ngày 26 tháng 5, 1954, Ray được phái sang phục vụ cùng Đệ Lục hạm đội tại khu vực Địa Trung Hải, và sau khi quay trở về cảng nhà Norfolk, Virginia đã tham gia cuộc tập trận phối hợp với Hải quân Hoàng gia Canada ngoài khơi Nova Scotia trong tháng 7 và tháng 8. Chiếc tàu ngầm tiếp tục hoạt động huấn luyện cho đến khi được đại tu tại Xưởng hải quân Charleston từ tháng 4 đến tháng 11, 1955.
Trong đợt biệt phái tiếp theo sang phục vụ cùng Đệ Lục hạm đội tại Địa Trung Hải từ ngày 5 tháng 3 đến ngày 4 tháng 6, 1956, Ray đã đã hoạt động phối hợp cùng các đơn vị thuộc hải quân các nước thành viên Khối NATO. Khi quay trở về, nó tiếp tục hoạt động huấn luyện hạm đội dọc theo vùng bờ Đông và tại vùng biển Caribe, bao gồm đại diện cho Lực lượng Tàu ngầm Hạm đội Đại Tây Dương tham gia cuộc Duyệt binh hạm đội quốc tế tại Hampton Roads vào tháng 6, 1957, và tham gia cuộc Tập trận Strikeback của Khối NATO tại các vùng biển Scotland, Pháp và Bồ Đào Nha trong tháng 9 và tháng 10, 1957. Nó rời Charleston vào ngày 30 tháng 6, 1958 để đi đến Xưởng hải quân Charleston và được chuẩn bị để ngừng hoạt động.
Ray được cho xuất biên chế lần sau cùng vào ngày 30 tháng 9, 1958. Tên nó được cho rút khỏi danh sách Đăng bạ Hải quân vào ngày 1 tháng 4, 1960, và con tàu bị bán cho hãng Commercial Metals Company để tháo dỡ vào ngày 18 tháng 12, 1960.

## Phần thưởng
Ray được tặng thưởng danh hiệu Đơn vị Tuyên dương Hải quân cùng bảy Ngôi sao Chiến trận do thành tích phục vụ trong Thế Chiến II. Nó được ghi công đã đánh chìm 12 tàu Nhật Bản, bao gồm một tàu frigate, với tổng tải trọng 49.185 tấn.
|                                         |  |  |
| Silver star · Bronze star · Bronze star |  |  |

| Dãi băng Hoạt động Tác chiến                                            | Đơn vị Tuyên Dương Hải quân          | Huân chương Chiến dịch Hoa Kỳ            |
| Huân chương Chiến dịch Châu Á-Thái Bình Dương với 7 Ngôi sao Chiến trận | Huân chương Chiến thắng Thế Chiến II | Đơn vị Tuyên dương Tổng thống Philippine |